# James Aloysius Hickey
James Aloysius Hickey (Midland, Míchigan, 11 de octubre de 1920 - 24 de octubre de 2004) fue un cardenal estadounidense de la Iglesia católica. Tuvo el cargo de arzobispo de Washington, de 1980 a 2000, y fue elevado al cardenalato en 1988.
Era hijo de James y Agnes Ryan Hickey. Su padre era dentista. A los 13 años, entró al Seminario Menor San José en Grand Rapids. Se graduó con honores en el Seminario Mayor del Sagrado Corazón en Detroit en 1942, proporcionó atención pastoral a los trabajadores inmigrantes de habla española durante sus estudios. A continuación, asistió a la Universidad Católica de América en Washington D. C. Hickey fue ordenado sacerdote por el obispo William Francis Murphy el 15 de junio de 1946.
Un año después fue enviado a estudiar a Roma, donde obtuvo el doctorado en derecho canónico y el de especialista en teología católica. Después de su retorno a los Estados Unidos, trabajó desde 1957 hasta 1966 como secretario del obispo de Saginaw. Y participó como experto en el Concilio Vaticano II.
En 1967 recibió después de su nombramiento como Obispo titular de Taraqua y obispo auxiliar de Saginaw, fue consagrado por el Cardenal John Francis Dearden. Ejerció como rector del Colegio Pontificio de los estudiantes de América del Norte en Roma. En 1974 el papa Pablo VI lo nombró obispo de Cleveland. En 1980, el Papa Juan Pablo II lo nombró arzobispo de Washington.
Juan Pablo II lo elevó a cardenal y en aquel momento, fue miembro de los trece cardenales de los Estados Unidos en el Colegio Cardenalicio. Aquel mismo año, fue invitado a dirigir un retiro para el Papa y los demás miembros de la casa pontificia. En la Conferencia Norteamericana de Obispos Católicos, ejerció el cargo de Presidente de la Comisión de la Doctrina (1979-1981), la Comisión de Derechos Humanos y Los valores (1984-1987), y la Comisión de la Facultad Pontificia de América del Norte. (1989-1991, 1994-1997)
Hickey murió a los 84 años en la Casa de las Hermanitas de los Pobres en Washington D. C.. Después de su funeral en el Santuario Nacional de la Inmaculada Concepción, fue enterrado en la capilla San Francisco en la Catedral de San Mateo el Apóstol. Cuando se le preguntó en el Washington Post en 1989, lo que le gustaría que la gente dijera sobre él después de su muerte, el cardenal respondió: 

"En primer lugar, me gustaría que dijeran que siempre fui leal a la Iglesia. En segundo lugar, que era un amigo de la educación católica. Y en tercer lugar, si no quieren decir los dos primeros, que digan "Él sirvió a los pobres."